# 奥山荘城館遺跡
奥山荘城館遺跡（おくやまのしょうじょうかんいせき）は、新潟県胎内市あかね町・本郷町、新発田市加治川にある中世の荘園跡である。1984年10月3日に国史跡に指定され、2006年1月26日に追加指定がなされた。

## 概要
奥山荘城館遺跡は、新潟県北部に位置し、中世東国を代表する荘園の奥山荘の荘域に形成された、城館遺跡・信仰関係遺跡・生産遺跡等の13か所が史跡指定されている。江上館跡は、中条町の南部、旧潟湖に隣接する扇状地の扇端部の標高約18メートルの微高地に占地し、三浦和田氏の惣領家である中条氏の居館跡と伝えられている。
1991年～1996年（平成3年～8年）まで中条町教育委員会が継続的に行った発掘調査によって、約1町四方の主郭とそれに附属する南郭・北郭からなる館跡の全体像がほぼ判明した。13世紀から16世紀前半の中国陶磁器・珠洲焼等が大量に出土し、4か所の橋跡、南門・北門跡、数次にわたる堀・土塁の改修補強の様相が確認された。
2002年（平成14年）には江上館跡に「奥山荘歴史の広場」がオープンした。

## リスト

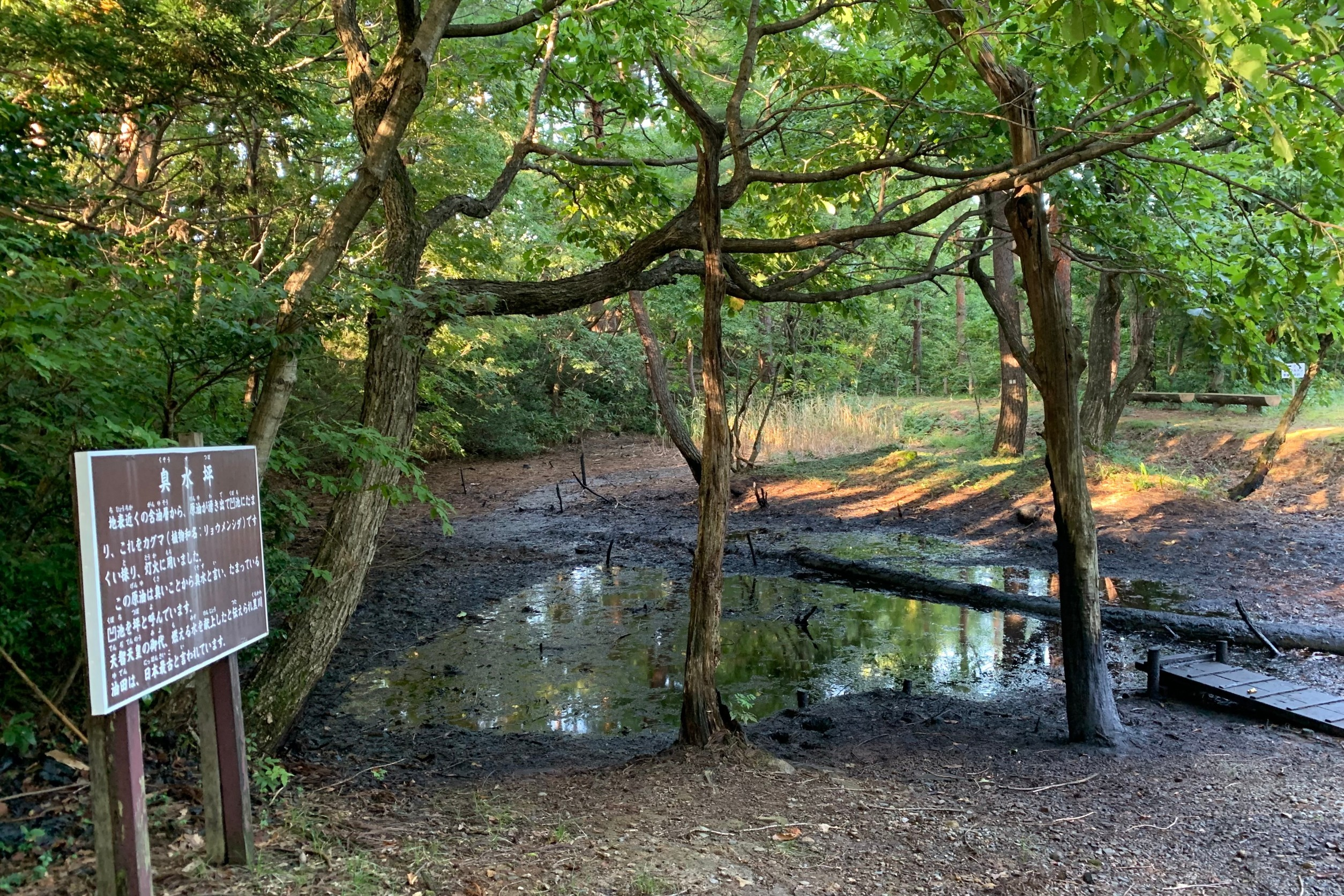
臭水油坪

史跡指定されている遺跡には以下が含まれる。
- 江上館跡
- 鳥坂城跡
- 倉田城跡
- 野中石塔婆群
- 小鷹宮境内地
- 韋駄天山遺跡
- 黒川城跡
- 蔵王権現遺跡
- 臭水遺跡
- 金山城跡
- 願文山城跡
- 高館跡
- 館ノ内跡
- 蝸牛山城跡
- 坊城館跡
- 古館館跡
- 鳥坂城跡の山麓居館跡